# Должок (Немировский район)
Должок (укр. Довжок) — село на Украине, находится в Немировском районе Винницкой области.
Код КОАТУУ — 0523081203. Население по переписи 2001 года составляет 252 человека. Почтовый индекс — 22855. Телефонный код — 4331.
Занимает площадь 0,871 км².

## Адрес местного совета
22855, Винницкая область, Немировский р-н, с. Волчок